# ديفيد تشارلز هارفي
ديفيد تشارلز هارفي (بالإنجليزية: David Charles Harvey) هو مؤرخ عسكري بريطاني، ولد في 29 يوليو 1946، وتوفي في 4 مارس 2004.